# Ліонський вокзал

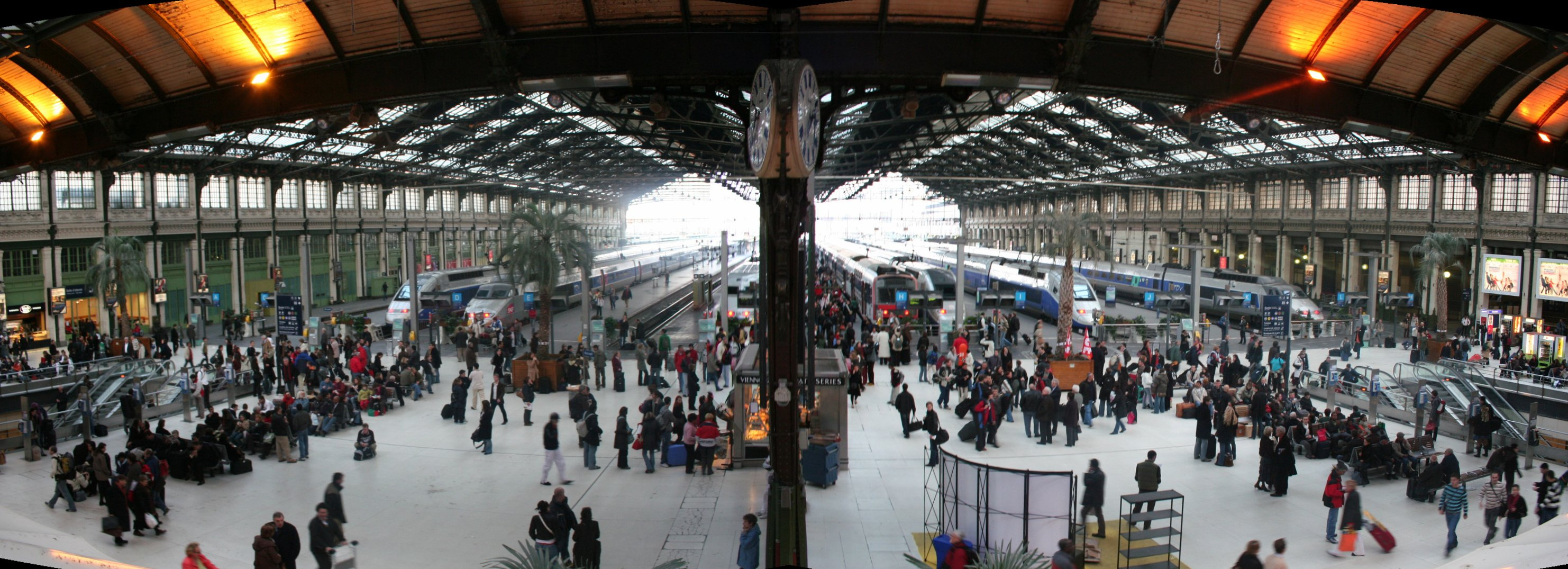
Інтер'єр вокзалу

48°50′41″ пн. ш. 2°22′25″ сх. д. / 48.844722222222° пн. ш. 2.3736111111111° сх. д.
Ліонський вокзал (фр. Gare de Lyon) — один з 6 найбільших залізничних вокзалів Парижа. Названий на честь міста Ліона. На Вокзал прибуває велика кількість поїздів далекого прямування, переважно з південного напрямку. Вокзал складається з декількох рівнів-поверхів і є класичним зразком архітектури свого часу.
За підрахунками SNCF в 2018 році обслугував близько 148,1 мільйона пасажирів щорічно, причому на залізниці SNCF та RER D припадає близько 110 мільйонів і 38 мільйонів пасажирів на RER A, що робить його другою за завантаженістю станцією Франції після Гар-дю-Нор. І одним з найзавантаженіших у Європі.
Станція розташована в 12-му окрузі, на правому березі річки Сени, на сході Парижа.
Відкритий в 1849 році, є північною кінцевою станцією залізниці Париж-Марсель.
Найменовано на честь міста Ліон, оскільки більшість потягів далекого сполучення, що вирушають звідси, прямують на південь Франції. Станцію обслуговують швидкісні поїзди TGV до Південної та Східної Франції, Швейцарії, Німеччини, Італії та Іспанії. До станції також прямують регіональні поїзди та RER, а також станція метро Гар-де-Льйон.
Потяги головної лінії вирушають з 32 платформ у двох окремих залах: зал 1, який є старшим пероновим залом, містить колії, позначені літерами від A до N, а сучасне доповнення залу 2 містить колії, пронумеровані від 5 до 23. Під основними лініями є ще чотири платформи для RER.
Ліонський вокзал споруджено в 1895—1902 архітектором Морісом Тудуаром з нагоди проведення в 1900 всесвітньої виставки. На момент відкриття вокзал мав 13 колій.
У 1962—1972 вокзал реконструйований.
Фасад вокзалу має довжину бл. 100 м. Велика вежа з годинником на розі Ліонського вокзалу, заввишки 64 метри датується 1900 роком. Вокзальний Ресторан «Синій потяг» (фр. Le Train Bleu) з обстановкою у східному стилі обслуговує гостей столиці з 1901.

## Події
- Катастрофа на Ліонському вокзалі — 27 червня 1988 некерований потяг з відключеними гальмами врізався в переповнений пасажирський поїзд на станції «Ліонський вокзал» у Парижі. Тоді це була найстрашніша катастрофа на залізниці в історії національних залізниць Франції. Вона забрала життя 56 людей, близько 50 було поранено. National Geographic випустив фільм «Секунди до катастрофи: Залізнична катастрофа в Парижі» [Архівовано 27 вересня 2016 у Wayback Machine.].